# Nicole Fawcett
Nicole Fawcett est une joueuse de volley-ball américaine née le 16 décembre 1986 à San Antonio (Texas). Elle mesure 1,91 m et joue au poste d'attaquante. Elle totalise 129 sélections en équipe des États-Unis.

## Clubs
| Club                        | De        | À         |
| --------------------------- | --------- | --------- |
| Nittany Lions de Penn State | 2005-2006 | 2007-2008 |
| Gigantes de Carolina        | 2009-2009 | 2009-2009 |
| Dynamo-Yantar Kaliningrad   | 2009-2010 | 2009-2010 |
| Minas TC                    | 2010-2011 | 2010-2011 |
| Evergrand Guangdong         | 2011-2012 | 2011-2012 |
| Korea Expressway            | 2012-2013 | 2013-2014 |
| Leonas de Ponce             | mars 2014 | mai 2014  |
| Korea Expressway            | 2014-2015 | 2014-2015 |
| Fujian Volleyball           | 2015-2016 | 2015-2016 |
| AGIL Novare                 | jan 2016  | mai 2016  |
| Sarıyer Belediyesi          | août 2016 | déc 2016  |
| Imoco Conegliano            | jan 2017  | 2017      |
| Praia Clube                 | 2017      | 2020      |

## Palmarès

### Équipe nationale
- Championnat du monde
  - Vainqueur : 2014.
- Coupe panaméricaine
  - Vainqueur : 2012, 2013[3]
- Championnat d'Amérique du Nord
  - Vainqueur : 2013[4], 2015[5]
  - MVP : 2015[5]
- World Grand Champions Cup
  - Finaliste : 2013.
- Jeux Panaméricains
  - Vainqueur : 2015[6]

### Clubs
- Championnat de Porto Rico
  - Finaliste : 2014.
- Coupe de Corée du Sud
  - Finaliste : 2015.
- Championnat de Corée du Sud
  - Finaliste : 2015.
- Coupe d'Italie
  - Vainqueur : 2017.

### Distinctions individuelles
- Coupe panaméricaine de volley-ball féminin 2013: Meilleure serveuse et MVP[3].
- Volley-ball féminin aux Jeux panaméricains de 2015: Meilleure attaquante[6].
- Championnat d'Amérique du Nord de volley-ball féminin 2015: MVP[7].